# Saint-Honoré (Isère)
Saint-Honoré – miejscowość i gmina we Francji, w regionie Owernia-Rodan-Alpy, w departamencie Isère.
Według danych na rok 1990 gminę zamieszkiwało 715 osób, a gęstość zaludnienia wynosiła 49 osób/km² (wśród 2880 gmin regionu Rodan-Alpy Saint-Honoré plasuje się na 969. miejscu pod względem liczby ludności, natomiast pod względem powierzchni na miejscu 799.).